# Chaunax pictus
El bostezador rosado es la especie Chaunax pictus, un pez de la familia Chaunacidae distribuido por todo el planeta.

## Anatomía
El cuerpo es el típico de la familia, con una longitud máxima descrita de 40 cm, teniendo un color rojizo con puntos dorados en la cabeza y en el cuerpo, las aletas son de color rosa.

## Hábitat y forma de vida
Vive en aguas profundas de plataformas y talud continental, posado sobre el fondo marino, en un rango de profundidad entre 200 y 1000 metros. Vive en todos los océanos del planeta de aguas tropicales y templadas, el único mar en el que está ausente es el Mediterráneo Los individuos son solitarios.
Es una especie que no es pescada y no se encuentra en los mercados.